# Bren
A Bren é uma metralhadora ligeira, derivada da ZB-26 tcheca. Foi adotada pelo exército britânico em maio de 1935. O seu nome resultou da fusão dos nomes Brno e Enfield, respectivamente a cidade tcheca onde foi criada e a cidade britânica onde foi fabricada. Trata-se de uma arma operada a gás, alimentada por carregador de desenho convencional e simples. Muito eficiente, foi amplamente usada pelo exército britânico na Segunda Guerra Mundial junto com o fuzil Lee-Enfield .303 e a submetralhadora Sten.

## Características

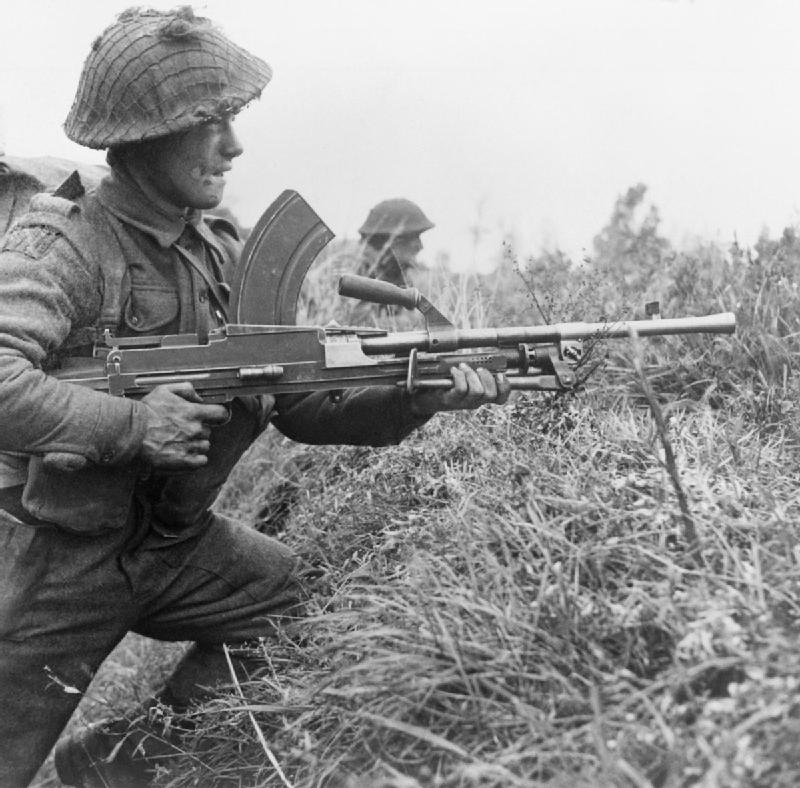
Um soldado britânico armado com sua metralhadora Bren.

Seu cano era de troca rápida e fácil, seu carregador comportava uma quantidade razoável de cartuchos (10 a mais que o BAR), e o seu sistema quase a prova de falhas, faziam da Bren Gun uma excelente arma, tanto para ser usada como fuzil automático ou para ser usada como metralhadora leve. Também possuía um sistema que permitia que o atirador pudesse controlar a cadência de tiro com que a arma disparava.
Olhando em retrospecto, o seu único defeito talvez fosse a munição ultrapassada que utilizava (cartucho .303 sem aro) que era a causa de qualquer problema que a arma viesse apresentar.
Esta arma lutou em todos os teatros da Segunda Guerra Mundial. Onde quer que o exército britânico estivesse, a Bren Gun estaria com eles. Após a guerra, o exército converteu todo o seu estoque de Bren Gun para utilizar o cartucho OTAN (762x51 ou 308 Win).
Durante a década de 1950, a Bren Gun foi atualizada de várias formas, em relação à calibres e carregadores.
A Bren Gun foi fabricada pela "Indian Ordnance Factory" como a "Gun Machine 7.62mm 1B" antes de ser descontinuada em 2012.

## Variantes
- Mark 1
- Mark 2
- Mark 3
- Mark 4
- L4
- Taden gun

### Bilbiografia
- Dunlap, Roy F. (1948). Ordnance Went Up Front. [S.l.]: The Samworth Press
- George, John (Lt. Col.) (1948). Shots Fired In Anger. [S.l.]: The Samworth Press
- Grant, Neil (2013). The Bren Gun. Col: Weapon 22. [S.l.]: Osprey Publishing. ISBN 978-1782000822
- Smith, Joseph E. (1969). Small Arms of the World 11 ed. Harrisburg, Pennsylvania: The Stackpole Company